# Satan’s Kingdom State Recreation Area
Satan’s Kingdom State Recreation Area ist eine vom US-Bundesstaat Connecticut geführte Freizeiteinrichtung auf dem Gebiet der Gemeinde New Hartford.

## Name
Das Gebiet erhielt seinen Namen durch eine Bande von Ausgestoßenen der Tunxis. Sie lebten von Diebstahl und schreckten auch vor Mord nicht zurück. Ihre Verstecke waren in den Felsformationen am Farmington River. Bereits 1800 wurde das Gebiet allerdings gesäubert. Der letzte Bewohner (Mossock) wurde 1850 zu einer Haftstrafe verurteilt wegen Mordes an einem Ureinwohner.

## Freizeitaktivitäten
Das Grundstück umfasst nur 1 acre (0,4 ha) und liegt direkt am Farmington River. Es bietet Zugang zum Fluss und daher starten von dort viele Kanu-, Kayak- und Tubing-Touren. Es gibt auch einen Verleih. Die Strecke auf dem Fluss erstreckt sich über drei Stromschnellen. In der Nähe liegen auch die Felsformationen Shelter Rock, Table Rock und Tipping Rock.